# John Schneider
Pour les articles homonymes, voir Schneider.
 (avril 2010).
Si vous disposez d'ouvrages ou d'articles de référence ou si vous connaissez des sites web de qualité traitant du thème abordé ici, merci de compléter l'article en donnant les références utiles à sa vérifiabilité et en les liant à la section « Notes et références ».
John Schneider, né le 8 avril 1960 à Mount Kisco dans l'État de New York aux États-Unis, est un acteur, chanteur, scénariste et producteur américain, rendu célèbre par ses rôles de Bo Duke de Shérif, fais-moi peur (1979) et de Jonathan Kent de Smallville (2001).

## Biographie
Né le 8 avril 1960 à Mount Kisco, une banlieue nord de New York, John Richard Schneider IV a un grand frère nommé Robert. Ses parents ont divorcé quand il avait deux ans. Il a commencé à jouer à l'âge de huit ans. Il aimait jouer des tours de magie pour ses copains de classe et ses amis. Un jour, il s'est fait attacher et jeter dans la piscine familiale pour reproduire le célèbre tour de l'évasion du grand magicien Harry Houdini. Sa mère a été furieuse quand elle a appris ce qu'il avait fait.
Il a participé à plusieurs pièces de théâtre à New York. Il a déménagé avec sa mère pour Atlanta, en Géorgie, quand il avait quatorze ans. Il est allé au lycée à la North Springs High School d'Atlanta. Il a fréquenté un théâtre et a participé à plusieurs productions locales. Il a eu un petit rôle dans Smokey and the bandit en 1977, avec Burt Reynolds.
Ses centres d'intérêt sont notamment la musique country et les voitures. Il s'intéresse particulièrement aux Dodge Charger, modèle de la fameuse General Lee utilisée dans la série Shérif, fais-moi peur. Chaque année, en mai, il participe au Silver State Classic Challenge, une course de voitures organisée à Ely, dans le Nevada. À cette occasion, il conduit un modèle de la General Lee. Il a pour navigateur James Caviezel qui est de ses amis.
Il s'est converti au christianisme (mouvement évangélique) après avoir passé du temps dans la compagnie de Johnny Cash et June Carter Cash et après avoir discuté avec Johnny Cash sur le christianisme.
En 1995, il a fondé FaithWorks Productions, une maison qui se spécialise dans des productions destinées à un public familial.
Récemment, il s'est investi pour la défense des animaux. Il a lu l'ouvrage de Karen Dawn, Thanking the Monkey : Rethinking The Way We Treat Animals et, dans un article du Washington Post il évoque l'influence de ce livre et de la rencontre de certaines personnes dans sa vie qui l'ont conduit à cette position. À une autre occasion, il fait référence au documentaire Earthlings qui parle de la dépendance des hommes aux animaux.

## Carrière
John Schneider débute vraiment sa carrière dans la série Shérif, fais-moi peur où il joue le cousin blond, Bo Duke. Il se fait embaucher en se faisant passer pour plus vieux qu'il n'est (il indique 1954 comme date de naissance au lieu de 1960)[réf. nécessaire]. Un premier rôle qu'il tient durant sept ans et lui permet de se faire connaître dans de nombreux pays. L'acteur fait également ses débuts de réalisateur en 1985 pour le dernier épisode de la série.
Après Shérif, fais-moi peur, il s'essaie à une carrière de chanteur de country. Depuis 1981, John Schneider a enregistré 10 albums. Il a connu le succès avec plusieurs chansons classées no 1 des ventes de chansons country: I've Been Around Enough to Know en 1984, Country Girls en 1985, What's a Memory Like You (Doing in a Love Like This) et You're The Last Thing I Needed Tonight en 1986.
Il tourne ensuite dans de nombreux téléfilms. Sur le grand écran, il obtient quelques petits rôles, notamment en 2000 dans la comédie Jour blanc.
Il a également obtenu un rôle récurrent dans les saisons 5 et 6 de Docteur Quinn, femme médecin (Daniel, ami de Sully et shériff de Colorado Springs).
En 2001, le comédien renoue avec le succès en acceptant le rôle du père de Clark Kent dans Smallville.
La série a été généralement bien accueillie. L'ancienne star de Superman, Christopher Reeve, a exprimé son approbation pour la série, faisant deux apparitions invitées avant sa mort. L'épisode pilote a établi un record d'audience pour The WB, avec 8,4 millions de téléspectateurs. Sur dix saisons, la série a attiré en moyenne 4,34 millions de téléspectateurs par épisode, la deuxième saison étant la mieux notée avec 6,3 millions. À la fin de sa diffusion, Smallville a dépassé Stargate SG-1 comme la série de science-fiction américaine la plus ancienne en nombre d'épisodes. Depuis sa première saison, la série a reçu des distinctions allant des Emmy Awards aux Teen Choice Awards. Smallville a engendré une série de romans pour jeunes adultes, une bande dessinée bimestrielle de DC Comics, avec des enregistrements de bandes sonores et des produits liés à la série. 
Il est apparu dans de très nombreuses séries télévisées : Les Dessous de Veronica (trois épisodes), Nip/Tuck (quatre épisodes), Desperate Housewives (quatre épisodes), Walker Texas Ranger, JAG, Les Experts, Glee, Mistresses…
Le 23 Novembre 2023, il rejoint Eric Roberts dans le film de Noël Jingle Smells.

## Affaires Judiciaires
En décembre 2023, John Schneider fait l’objet d’une enquête des services secrets américains à la suite d'un post sur Twitter dans lequel John Schneider dit « Monsieur le président, je pense que vous êtes coupable de trahison et que vous devriez être pendu publiquement. Votre fils aussi. Votre réponse est… ? Sincèrement, John Schneider ».

## Vie privée
En 1983, il a épousé Tawny Little. Ils divorcent en 1986.
En 1994, il épouse Elly Castle, avec qui il aura trois enfants, un garçon, Chasen Joseph Schneider, né en 1991 et deux filles, Karis, née en 1996 et Leah (manque date de naissance ?) (ou bien sont-elles jumelles ?). En décembre 2014, il annonce qu'il divorce de sa femme Elly Castle après 21 ans de vie commune, pour « différends irréconciliables ».
Il se remarie en 2019 avec Alicia Allain. Cette dernière décède en février 2023.

## Œuvres caritatives
Engagé dans la lutte contre les maladies, il cofonde en 1982, avec Marie Osmond et la famille Osmond, le Children's Miracle Network (en français : Réseau Enfants-Santé (RES)). C'est une organisation à but humanitaire qui s'est, par la suite, développée en Amérique du Nord et vient en aide aux enfants malades. Plus de vingt-cinq ans après le début de l'aventure, l'organisation compte plus de cinq-cents sponsors et continue de collecter des fonds par différentes campagnes (entre autres, un téléthon annuel). Elle finance des hôpitaux pour enfants, des recherches, des soins spécialisés etc. et aujourd'hui touche près de dix-sept millions d'enfants.
Il est également porte-parole de la John Wayne Cancer Clinic à l'Université de Californie (Los Angeles).

## Filmographie

### Cinéma

#### Longs métrages
- 1983 : Un flic aux trousses (Eddie Macon's Run) de Jeff Kanew : Eddie Macon
- 1985 : Cocaine Wars d'Héctor Olivera : Cliff Adams, Agent de la DEA
- 1987 : La malédiction céleste (The Curse) de David Keith : Carl Willis
- 1989 : Cannonball 3 (Speed Zone!) de Jim Drake : Donato
- 1993 : Come the Morning de Michael O. Sajbel : George
- 1994 : Club Eden : L'Île aux fantasmes (Exit to Eden) de Garry Marshall : Professeur Collins
- 2000 : Jour blanc (Snow Day) de Chris Koch : Chad Symmonz
- 2006 : Hidden Secrets de Carey Scott : Gary Zimmerman
- 2006 : Collier & Co. de lui-même : J.R. Collier (également scénariste)
- 2007 : Miss Campus (Sydney White) de Joe Nussbaum (en) : Paul White
- 2008 : Conjurer de Clint Hutchison : Frank Higgins
- 2008 : Beautiful Loser de John Nolte : Andre
- 2009 : Mon babysitter (The Rebound) de Bart Freundlich : Trevor
- 2009 : Set Apart de Ralph E. Portillo : Pasteur John Gunn
- 2009 : The Gods of Circumstance de Justin Golding : Mick Jeremiah
- 2009 : H2O Extreme de William Scharpf : Crash
- 2010 : Sexcrimes : Partie à 4 (Wild Things : Foursome) d'Andy Hurst : Détective Frank Walker
- 2010 : What would Jesus do? de Thomas Makowski : Le vagabond
- 2010 : Holyman Undercover de David A. R. White : Satan
- 2011 : October Baby d'Andrew et Jon Erwin : Jacob
- 2011 : Super Shark de Fred Olen Ray : Roger Wade
- 2011 : Flag of My Father de Rodney Ray : Daniel
- 2011 : Snow Beats de Brian Brough : Jim Harwood
- 2012 : Return of the Killer Shrews de Steve Latshaw : Johnny Reno
- 2012 : Hardflip de Johnny Remo : Jack
- 2012 : I Am... Gabriel de Mike Norris : Doc
- 2012 : Lukewarm de Thomas Makowski : Bill
- 2013 : Not Today de Jon Van Dyke : Luke Kendrick
- 2013 : Season of Miracles de Dave Moody et Josh Moody : Coach Wayne Hornbuckle
- 2013 : Doonby de Peter Mackenzie : Sam Doonby
- 2014 : 10 000 Days d'Eric Small : William Beck
- 2014 : Road to the Open de Cole Claassen : Rob Gollant
- 2014 : Let the Lion Roar de Vanessa Frank : Hilary Bishop of Poitiers
- 2015 : American Justice de Demetrius Navarro : Sheriff Payden
- 2015 : Runaway Hearts de Keith Alan Morris : Chef Tate
- 2015 : WWJD What Would Jesus Do ? The Journey Continues de Gabriel Sabloff : Le vagabond
- 2015 : Champion : Une équipe gagnante (A Gift Horse) de Teddy Smith : Mr Canton
- 2015 : Adrenaline de Joseph Quinn Simpkins : Paul Sharpe
- 2016 : You're Gonna Miss Me de Dustin Rikert : Colt Montana
- 2016 : My Father Die de Sean Brosnan : Détective Johnson
- 2016 : Smothered de lui-même : Un joueur (également scénariste)
- 2016 : Exit 14 de Joe Mexican : Le père
- 2016 : Inadmissible de lui-même : Un joueur (également scénariste)
- 2016 : Because of Grácia de Tom Simes : Principal Schaub
- 2016 : Like Son de lui-même : Will Weston, DA (également scénariste)
- 2016 : Anderson Bench de lui-même : Dispatcher (également scénariste)
- 2017 : Demons de Miles Doleac : Dr Gerry Connor
- 2017 : 4 : GO de lui-même : Le gardien (également scénariste)
- 2017 : Hate Crime de Steven Esteb : John Demarco
- 2019 : Roe v. Wade de Cathy Allyn et Nick Loeb : Byron White
- 2019 : The Favorite de Curtis Graham : Daniel Bernard
- 2020 : Roped de Shaun Paul Piccinino : Shawn
- 2020 : Emerald Run d'Eric Etebari : Martin Dwyer
- 2020 : Riding Faith de Paco Aguilar : Mike
- 2020 : Penance Lane de Péter Engert : Père Jonh
- 2020 : Tulsa de Scott Pryor et Gloria Stella : Dr Holden
- 2020 : Switched de John K.D. Graham : Ken Sharp
- 2021 : The Stairs de Peter 'Drago' Tiemann : Gene Martin
- 2021 : Love Is on the Air d'Arvin N. Berner : Garrett
- 2022 : Adeline de Greg James : Le sheriff
- 2022 : Tres Leches de lui-même : Un policier (également scénariste)
- 2022 : Mysterious Circumstance : The Death of Meriwether Lewis de Clark Richey : James Neely
- 2022 : To Die For de lui-même : Quint North (également scénariste)

#### Court métrage
- 2012 : My Guy Cary Grant de Chris Ekstein : Jake

### Télévision

#### Séries télévisées
- 1979 - 1985 : Shérif, fais-moi peur (The Dukes of Hazzard) : Bo Duke
- 1989 : Le cavalier solitaire (Paradise) : Shérif Pat Garrett
- 1989 : Wild Jack : Jack McCall
- 1990 : Grand Slam : Dennis 'Hardball' Bakelenekoff
- 1992 : Amoureusement vôtre (Loving) : Larry Lamont
- 1992 : Delta : Jimmy Word
- 1993 : Les Sœurs Reed (Sisters) : McGrady
- 1993 / 1998 : Docteur Quinn, femme médecin (Dr Quinn, Medicine Woman) : Red McCall / Daniel Simon
- 1994 : Secondes Chances : Richard McGill
- 1994 : L'Homme à la Rolls (Burke's Law) : Brett Scanlon
- 1994 : Christy : Theodore Harland
- 1994 : Heaven Help Us : Doug Monroe
- 1995 - 2001 : Les Anges du bonheur (Touched by an Angel) : Joshua Winslow / Satan
- 1996 : Kung Fu, la légende continue (Kung Fu : The Legend Continues) : Latrodect
- 1996 - 2000 : Diagnostic : Meurtre (Diagnosis Murder) : Brett Hayward
- 1997 : Sœurs de cœur (True Women) : Sam Houston
- 1998 : JAG : Sergent Clyde Morrison
- 1999 : Walker, Texas Ranger : Jacob Crossland
- 1999 - 2000 : Les Dessous de Veronica (Veronica's Closet) : Tom
- 2000 : Sydney Fox, l'aventurière (Relic Hunter) : Dallas Carter
- 2001 : Destins croisés (Twice in a Lifetime) : Capitaine Luke Sellars / Willie
- 2001 - 2006 / 2010 - 2011 : Smallville : Jonathan Kent / Brainiac
- 2003 : La Momie (The Mummy) : Rick O'Connell (voix)
- 2004 : Magnitude 10,5 (10.5) : Clark Williams
- 2005 : Du côté de chez Fran (Living with Fran) : Tom Martin
- 2006 : Les Rois du Texas (King of the Hill) : The Ace (voix)
- 2006 : Model Family : John
- 2006 : Shorty McShorts' Shorts : Hunky-O
- 2007 : Nip/Tuck : Ram Peters
- 2007 : Journeyman : Dennis Armstrong
- 2008 : Les Experts : Miami (CSI : Miami) : Charles Brighton
- 2008 : Requins : L'Armée des profondeurs (Shark Swarm) : Daniel Wilder
- 2008 - 2009 : La Vie secrète d'une ado ordinaire (The Secret Life of the American Teenager) : Marshall Bowman
- 2009 : Dirty Sexy Money : Skip Whatley, le membre du Congrès
- 2009 : Twentysixmiles : Jack Kinkaid
- 2009 : 90210 Beverly Hills : Nouvelle Génération (90210) : Jeffrey
- 2009 : Les Experts (CSI : Crime Scene Investigation) : Mickey Ross
- 2009 : Larry et son nombril (Curb Your Enthusiasm) : Dennis
- 2010 : Phinéas et Ferb (Phineas and Ferb) : Le frère de Wilkins (voix)
- 2010 : Desperate Housewives : Richard Watson, le père de Keith
- 2010 - 2013 : Hero Factory : Preston Stormer (voix)
- 2011 : Glee : Dwight Evans
- 2011 : Hot in Cleveland : Henry 'Hank' Szymborska (voix)
- 2011 : Working Class : Glen
- 2011 : Dating in the Middle Ages : Jake Hagerty
- 2012 : Happily Divorced : Adam
- 2013 : Mistresses : Thomas Grey
- 2013 - 2021 : The Haves and the Have Nots : James "Jim" Crayer
- 2020 : Viral Vignettes : Stan

#### Téléfilms
- 1981 : Dream House de Joseph Hardy : Charley Cross
- 1983 : The Raccoons and the Lost Star de Kevin Gillis : Dan, le Forest Ranger (voix)
- 1983 : Happy Endings de Noel Black : Nick Callohan
- 1985 : Gus Brown and Midnight Brewster de James Fargo : Gus Brown
- 1986 : Stagecoach de Ted Post : Buck
- 1987 : Christmas Comes to Willow Creek de Richard Lang : Ray
- 1989 : Outback Bound de John Llewellyn Moxey : Jim Tully
- 1989 : Vengeances (Ministry of Vengeance) de Peter Maris : David Miller
- 1990 : Chasseurs de primes (Grand Slam) de Bill L. Norton : Dennis "Hardball" Bakelenekoff
- 1992 : Highway Heartbreaker de Paul Schneider : Mickey
- 1993 : Desperate Journey : The Allison Wilcox Story de Dan Lerner : Eddie
- 1994 : Bandit d'Hal Needham : Shérif Enright
- 1995 : Texas de Richard Lang : Davy Crockett
- 1996 : La Nuit du cyclone (Night of the Twisters) de Timothy Bond : Jack Hatch
- 1996 : The Legend of the Ruby Silver de Charles Wilkinson : Tommy Towne
- 1997 : Shérif Réunion (The Dukes of Hazzard : Reunion!) de Lewis Teague : Bo Duke
- 1999 : Un père trop célèbre (Michael Landon, the Father I Knew) de Michael Landon Jr. : Michael Landon
- 1999 : Sam Churchill : Search for a Homeless Man de Stephen Traxler : Sam Churchill
- 2000 : Les Duke à Hollywood (The Dukes of Hazzard : Hazzard in Hollywood) (The Dukes of Hazzard : Hazzard in Hollywood !) de Bradford May : Bo Duke
- 2001 : Le Feu qui venait du ciel (Lightning : Fire from the Sky) de David Giancola : Tom Dobbs
- 2002 : Un Noël en famille (Mary Christmas) de lui-même : Joel Wallace
- 2005 : Felicity - Une jeune fille indépendante (Felicity : An American Girl Adventure) de Nadia Tass : Mr Merriman
- 2007 : Lake Placid 2 de David Flores : Sheriff Riley
- 2007 : L'étoffe d'un champion (You've Got a Friend) de James A. Contner : Jim Kliekan
- 2008 : Ogre de Steven R. Monroe : Henry Bartlett
- 2009 : Danse avec moi (Come Dance at My Wedding) de Mark Jean : Tanner Gray
- 2010 : Back Nine de Jason Filardi et Mark Perez : Ronnie Barnes
- 2011 : Un amour ne meurt jamais (A Valentine's Date ou Your Love Never Fails) de Michael Feifer : Pasteur Frank
- 2012 : Whiskey Business de Robert Iscove : Sheriff Gilly
- 2015 : L'amour au fil des pages (Love by the Book) de David S. Cass Sr. : Frank Donovan
- 2016 : Meurtres en famille (Sandra Brown's White Hot) de Mark Jean : Huff Hoyle
- 2017 : Le choix du mensonge (Family of Lies) de Jack Snyder : David
- 2018 : Un Noël rouge comme l'amour (Poinsettias for Christmas) de Christie Will Wolf : Greg Palmer
- 2020 : A Royal Christmas Engagement de Fred Olen Ray : John Holiday
- 2021 : Christmas in Tune d'Emily Moss Wilson : Joe

## Voix francophones
En France, Patrick Béthune a été la voix française régulière de John Schneider jusqu'à son décès le 9 novembre 2017. Occasionnellement, Thierry Ragueneau et Emmanuel Jacomy l'ont doublé deux fois.

## Discographie
À l'image de son partenaire de Shérif, fais-moi peur Tom Wopat, John Schneider est passionné par la musique, et y consacre une grande partie de sa carrière. En 1975, il signe son premier album country, Small One. Trois ans plus tard, il devient Beauregard 'Bo' Duke, rôle qu'il tient pendant 7 ans, ce qui ne l'empêche pas de sortir une dizaine d'albums supplémentaires tout au long des années 1980. En 1984, son single I've Been Around Enough to Know est classé numéro un en country, suivi de "Country Girls" l'année suivante.
En 2008, il vient en France pour parrainer le Festival de Country-Music de Mirande, qui est le plus important festival de musique country d'Europe, pendant lequel il interprète le fameux générique de la série "Dukes of Hazzard".

### Albums
| Année | Album                         | Positions au hit parade | Positions au hit parade | Label           |
| Année | Album                         | US Country              | US                      | Label           |
| ----- | ----------------------------- | ----------------------- | ----------------------- | --------------- |
| 1981  | Now or Never                  | 8                       | 37                      | Scotti Brothers |
| 1981  | White Christmas               | 39                      | 155                     | Scotti Brothers |
| 1982  | Quiet Man                     | —                       | —                       | Scotti Brothers |
| 1983  | If You Believe                | —                       | —                       | Scotti Brothers |
| 1984  | Too Good to Stop Now          | 4                       | 133                     | MCA             |
| 1985  | Tryin' to Outrun the Wind     | 15                      | —                       | MCA             |
| 1985  | A Memory Like You             | 1                       | —                       | MCA             |
| 1986  | Take the Long Way Home        | 17                      | —                       | MCA             |
| 1987  | You Ain't Seen the Last of Me | 41                      | —                       | MCA             |
| 1987  | Greatest Hits                 | 22                      | —                       | MCA             |
| 1996  | Worth the Wait                | —                       | —                       | FaithWorks      |
| 2009  | John's Acoustic Christmas     | —                       | —                       | self-released   |
| 2010  | The Promise                   | —                       | —                       | self-released   |

### Singles
| Année | Titre                                                  | Position au hit parade | Position au hit parade | Position au hit parade | Position au hit parade | Album                         |
| Année | Titre                                                  | US Country             | US                     | CAN Country            | CAN AC                 | Album                         |
| ----- | ------------------------------------------------------ | ---------------------- | ---------------------- | ---------------------- | ---------------------- | ----------------------------- |
| 1981  | "It's Now or Never"A                                   | 4                      | 14                     | 7                      | 5                      | Now or Never                  |
| 1981  | "Them Good Ol' Boys Are Bad"                           | 13                     | —                      | 12                     | —                      | Now or Never                  |
| 1981  | "Still"B                                               | —                      | 69                     | —                      | —                      | Now or Never                  |
| 1982  | "Dreamin'"                                             | 32                     | 45                     | 28                     | 19                     | Quiet Man                     |
| 1982  | "In the Driver's Seat"                                 | 56                     | 72                     | 36                     | —                      | Quiet Man                     |
| 1983  | "Are You Lonesome Tonight" (w/ Jill Michaels)          | 57                     | —                      | —                      | —                      | If You Believe                |
| 1983  | "If You Believe"                                       | 81                     | —                      | —                      | —                      | If You Believe                |
| 1984  | "I've Been Around Enough to Know"                      | 1                      | —                      | 1                      | —                      | Too Good to Stop Now          |
| 1985  | "Country Girls"                                        | 1                      | —                      | 1                      | —                      | Too Good to Stop Now          |
| 1985  | "It's a Short Walk from Heaven to Hell"                | 10                     | —                      | 6                      | —                      | Tryin' to Outrun the Wind     |
| 1985  | "I'm Gonna Leave You Tomorrow"                         | 10                     | —                      | 7                      | —                      | Tryin' to Outrun the Wind     |
| 1985  | "What's a Memory Like You (Doing in a Love Like This)" | 1                      | —                      | 1                      | —                      | A Memory Like You             |
| 1986  | "You're the Last Thing I Needed Tonight"               | 1                      | —                      | 1                      | —                      | A Memory Like You             |
| 1986  | "At the Sound of the Tone"                             | 5                      | —                      | 16                     | —                      | Take the Long Way Home        |
| 1986  | "Take the Long Way Home"(chanson de John Schneider)    | 10                     | —                      | 7                      | —                      | Take the Long Way Home        |
| 1987  | "Love, You Ain't Seen the Last of Me"                  | 6                      | —                      | 4                      | —                      | You Ain't Seen the Last of Me |
| 1987  | "When the Right One Comes Along"                       | 32                     | —                      | 35                     | —                      | You Ain't Seen the Last of Me |
| 1987  | "If It Was Anyone But You"                             | 59                     | —                      | —                      | —                      | You Ain't Seen the Last of Me |
| 2010  | "The Promise"                                          | —                      | —                      | —                      | —                      | The Promise                   |

- A"It's Now or Never" also peaked at #5 on Hot Adult Contemporary Tracks.
- BB-side to "Them Good Ol' Boys Are Bad."